# Said Sadrudinov
Said Sadrudinov (6 de noviembre de 2001) es un deportista ruso, nacionalizado bareiní, que compite en judo. Ganó una medalla de oro en el Campeonato Asiático de Judo de 2025, en la categoría de –100 kg.

## Palmarés internacional
| Representando a Baréin |                     |                |           |
| Campeonato Asiático    |                     |                |           |
| Año                    | Lugar               | Medalla        | Categoría |
| 2025                   | Bangkok (Tailandia) | Medalla de oro | –100 kg   |